# Seznam izraelskih slikarjev
Seznam izraelskih slikarjev.

## A
- Jakov Agam (kipar in slikar)
- Avigdor Arikha

## B
- Yosl Bergner
- Helen Berman

## G
- David (Dudu) Gerstein (1944)
- Nahum Gutman

## J
- Marcel Janco

## K
- Menashe Kadishman (1932-2015) (kipar in slikar)
- Dani Karavan (1930-2021)

## L
- Raffi Lavie

## M
- Mane-Katz

## P
- Abel Pann (1883 - 1963)

## R
- Tal R (Tal Rosenzweig) (izraelsko-danski)
- Dan Reisinger (1934-2019) (vojvodinsko-izraelski grafični oblikovalec)

## W
- Shraga Weil (1918-2009)

## Y
- Abraham Yakin
- Hannah Yakin